# Soldats de Salamina
Soldats de Salamina (Soldados de Salamina en l'original castellà) és una novel·la de l'escriptor extremeny Javier Cercas, publicada el 2001. El 2003 fou publicada en català, amb una traducció de Ponç Puigdevall.

## Argument
El nucli central de la novel·la gira entorn de la persona real de Rafael Sánchez Mazas, escriptor i ideòleg de la Falange Española, estret col·laborador de José Antonio Primo de Rivera i, en particular, de l'episodi en el qual va escapar del seu afusellament. La Guerra Civil Espanyola està acabant, i les tropes nacionals avancen cap a Catalunya. Les tropes republicanes en retirada destrueixen ponts i vies de comunicació per protegir la seva fugida. Sánchez Mazas, pres a Barcelona, escapa d'un afusellament col·lectiu. Quan surten a cercar-lo, un soldat republicà que acaba d'emocionar tots els presos ballant al so del pasdoble Suspiros de España el troba, l'encanona, però, finalment, li perdona la vida i el deixa fugir. Sánchez Mazas s'amaga al bosc i aconsegueix l'ajuda d'un grup de pagesos als quals tornarà el favor ajudant-los un cop acabada la guerra.
L'autor, Javier Cercas, es converteix en un personatge de la novel·la; un periodista que investiga aquest succés abans d'escriure el llibre.

## Títol
Com és costum amb Cercas, el títol del llibre és ambigu i va ser creat quan la novel·la era pràcticament acabada. El nom de Soldats de Salamina fa referència a la famosa batalla de Salamina, on els grecs, comandats per Temístocles, varen vèncer l'imperi Persa. Encara que l'argument del llibre no està directament relacionat amb aquest episodi històric, aquesta batalla era un dels temes d'interès de Sánchez Mazas.

## Pel·lícula
Soldats de Salamina és una pel·lícula de David Trueba de 2002.